# メンターナ
メンターナ（伊: Mentana）は、イタリア共和国ラツィオ州ローマ県にある、人口約23,000人の基礎自治体（コムーネ）。

## 地理

### 位置・広がり
ローマ県東部のコムーネ。県都ローマからは23kmの距離にある。

#### 隣接コムーネ
隣接するコムーネは以下の通り。
- フォンテ・ヌオーヴァ
- モンテロトンド
- パロンバーラ・サビーナ
- ローマ
- サンタンジェロ・ロマーノ

### 気候分類・地震分類
メンターナにおけるイタリアの気候分類 (it) および度日は、zona D, 1641 GGである。
また、イタリアの地震リスク階級 (it) では、zona 2B (sismicità media) に分類される。

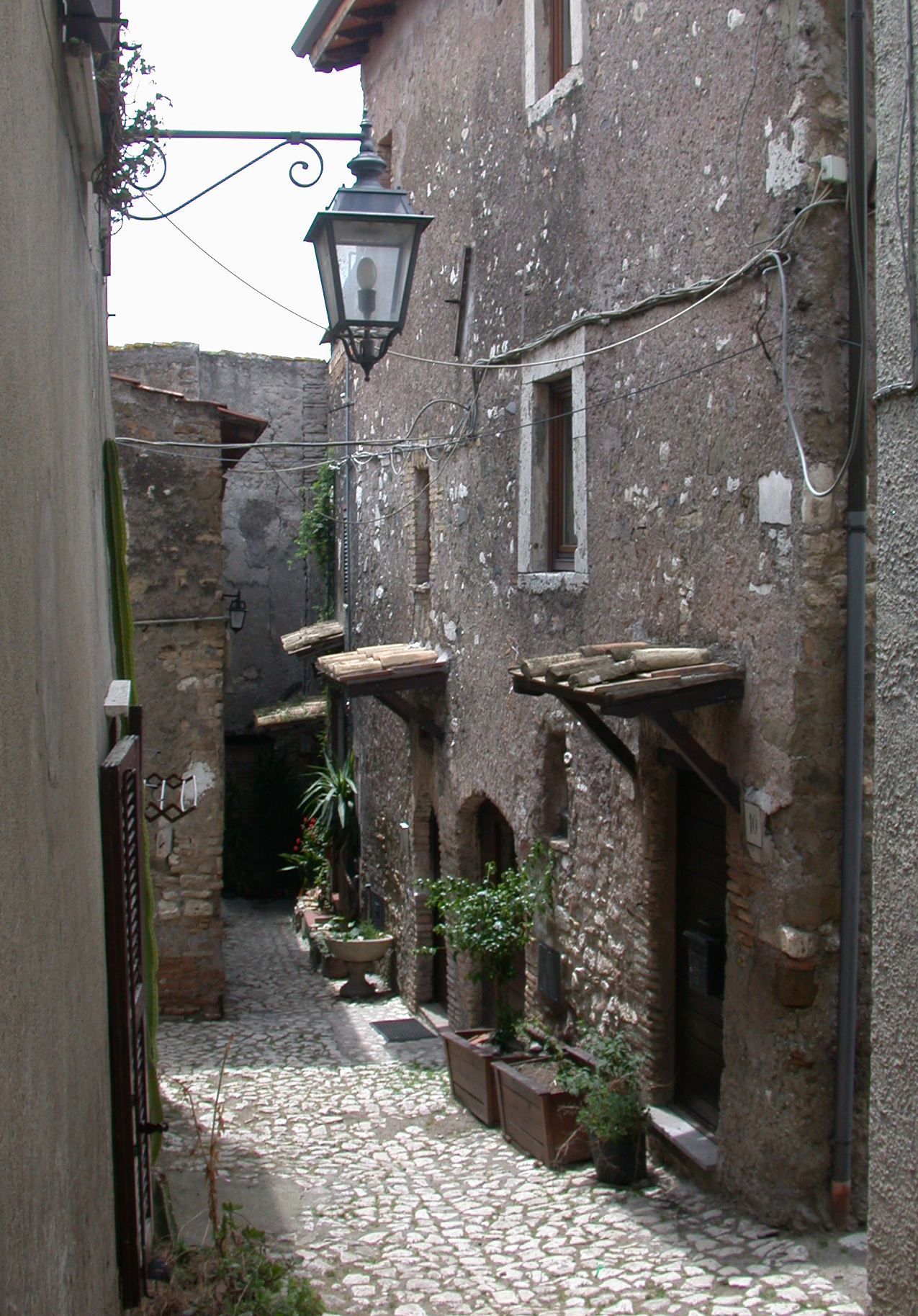
Mentana, via medioevale nel borgo fortificato
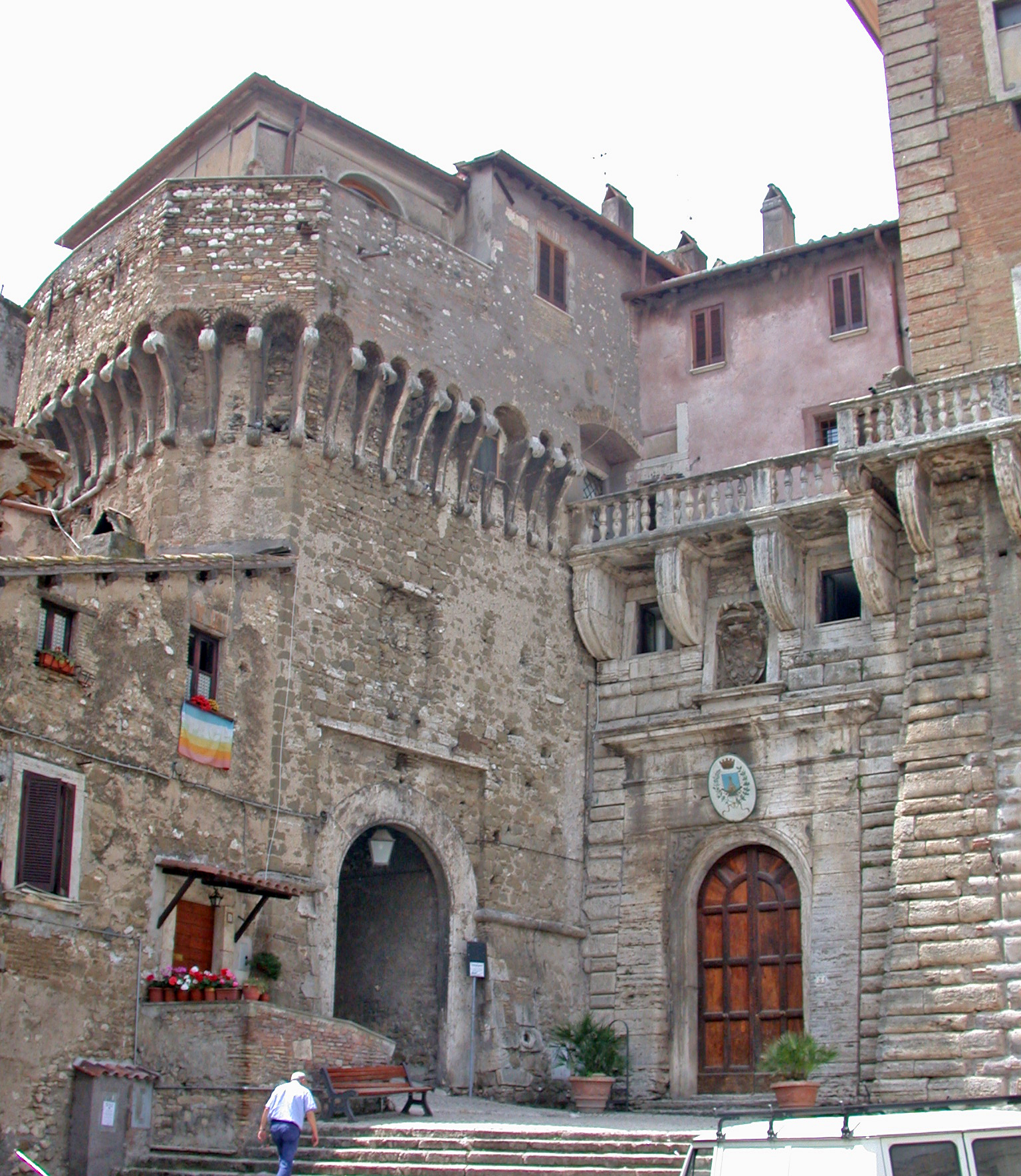
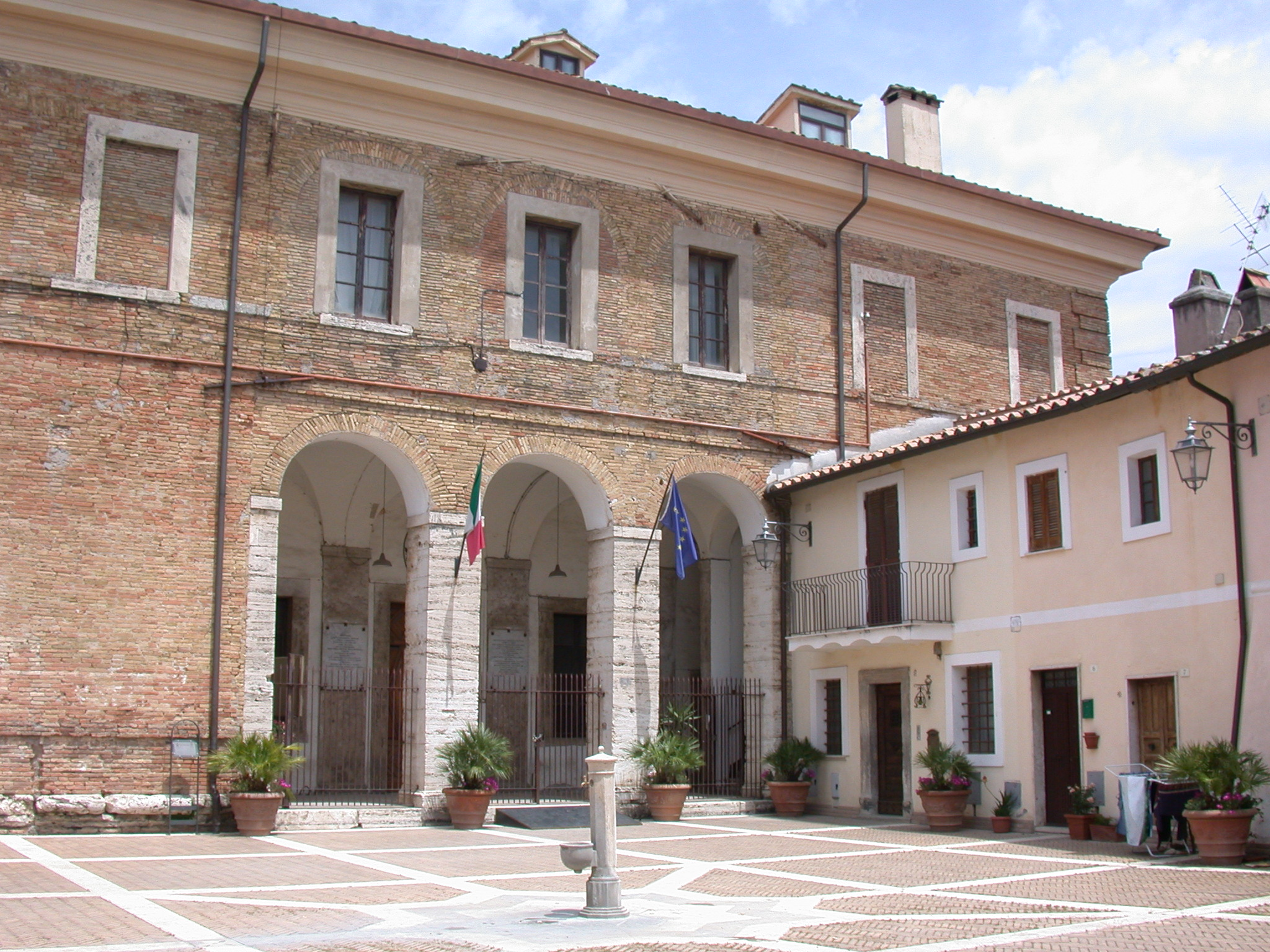
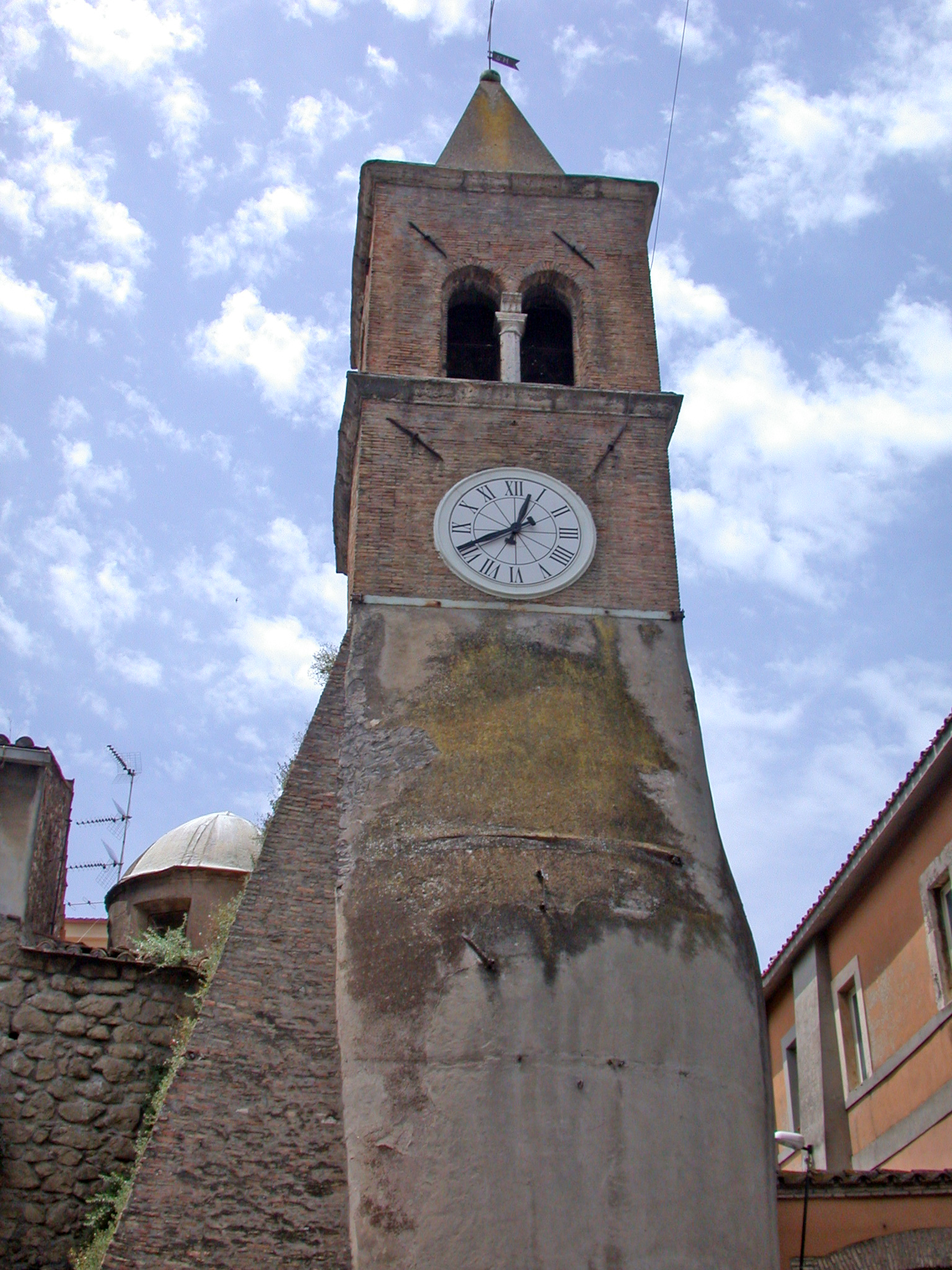
Immagini del borgo fortificato e del castello

## 歴史

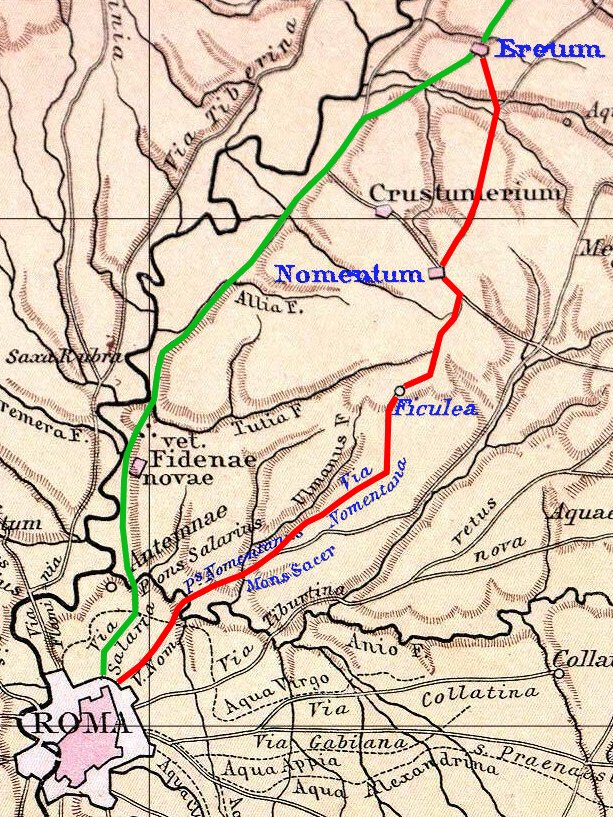
ノメンターナ街道（赤）とサラリア街道(緑)

古代の名称はノメントゥム（Nomentum）で、ローマからノメンターナ街道が通じていた。リウィウスによると、この町はラティウム同盟の一員であり、ローマの王タルクィニウス・プリスクスの治世中にローマと戦争した。ノメントゥムは、タルキニウスによって攻略された町のひとつであった。
ラテン人の町であったが、一部はサビニ人に属すると考えられていた（のちにアウグストゥスがアニエーネ川を北の境界としてイタリア本土第一行政区「ラティウム・エト・カンパニア」 (it:Regio I Latium et Campania) を設けるが、ノメントゥムはフィデナエとフィクレア (Ficulea (ancient Latin town)) と同様にこれから除外された）。この都市はレギッルス湖畔の戦い（ラティウム戦争中の紀元前499年もしくは紀元前496年頃）でローマに敗れたラティウム連合軍の一員であり、紀元前338年には明確に占領された。その後、都市にはキウィタス・シネ・スッフラギオ（投票権なしのローマ市民権）が与えられた。都市の憲章では、都市の行政の長はディクタトル（独裁官）の称号を帝政期に至るまで有していた。プリニウスやマルティアリスlは、その周辺地域の豊かさをしばしば称賛している。
741年、ランゴバルド人によって都市は一時占領され、住民はノメンターナ街道上に建設された、防衛に適した新しい市街に移された。799年11月23日、この地でローマ教皇レオ3世とカール大帝が会合した。
ノメントゥムの城は、10世紀から11世紀にかけてローマのクレスチェンツィ家 (Crescentii) の所有物であった。1058年、城はノルマン人によって破壊され、人口は大幅に減少した。城はカポッツィ家 (Capocci) のもとのなり、その後ローマ教皇はサン・パオロ・フオーリ・レ・ムーラのベネディクト会修道士に都市を委ねた。
15世紀にはオルシーニ家の支配下にあった。1484年、地震によって被害を受けた。1594年、ヴェナフロ公ミケーレ・ペレッティ (it:Michele Peretti) の手にわたり、以後ペレッティ家の封地となった。1655年、ボルゲーゼ家のマルカントーニオ・ボルゲーゼの支配下に入った。
1867年11月3日、ローマを占領してイタリア王国に組み込もうとしたジュゼッペ・ガリバルディが率いる義勇兵と、教皇軍・フランス軍部隊との間での戦闘が行われた（メンターナの戦い）。この戦いは、教皇軍・フランス軍の勝利で終わった。この戦闘で死亡した義勇兵の集団墓地の上には記念碑が建てられている。

## 行政

### 分離集落
メンターナには、以下の分離集落（フラツィオーネ）がある。
- Casali, Castelchiodato, Mezzaluna